# HMS Tjurkö (M53)
HMS Tjurkö (M53) var en minsvepare av Hanö-klass i svenska flottan. Den omklassades till vedettbåt 1979, utrangerades 1992, såldes 1992 och användes sedan under en tid som dyk- och arbetsbåt i Stockholm. Den finns numera i privat ägo i Hudiksvalls hamn.
I april 2014 hade Tjurkö fått namnet M5 och tagits i tjänst som privat eskortfartyg för handelsflottan med hemmabasen i Djibouti.

HMS Tjurkös vapen.